# بنت من دار السلام (فلم)
بنت من دار السلام هو فيلم مصري من إنتاج عام 2014.

## قصة الفيلم
في جو درامي يرصد الفيلم قصة بنت تُدعى منال تعيش في منطقة دار السلام بالقاهرة. بعد أن تحصل منال على مؤهل الثانوية التجارية تقرر السعي للحصول على عمل من أجل توفير المال اللازم للمعيشة. تقوم صديقة منال بتوفير عمل لها في منزل رجل كبير في السن. تنقلب حياة منال رأسًا على عقب بعدما يعتدي هذا الرجل عليها، وتجد نفسها مضطرة للزواج منه. سرعان ما تكتشف منال أن هذا الرجل مريض نفسي، وأن حياتها برفقته مهددة بالضياع.

## طاقم التمثيل
- راندا البحيري
- رحاب الجمل
- محمود الجبلاوي
- روان الفؤاد
- ماهر عصام
- حسن عيد
- محمد الدقاق
- صبري عبد المنعم
- نادية العراقية

## فريق العمل
- إخراج: طوني نبيه
- تأليف: طوني نبيه
- إنتاج: طوني نبيه
- توزيع: الشركة العربية للإنتاج والتوزيع السينمائي
- مونتاج: محمد مصليحي
- موسيقى تصويرية: وائل عقيد
- مدير التصوير: تامر جوزيف

## وصلات خارجية
- مقالات تستعمل روابط فنية بلا صلة مع ويكي بيانات